# Семидубы (Кировоградская область)
Семидубы (укр. Семидуби) — село в Перегоновской сельской общине Голованевского района Кировоградской области Украины.
Население по переписи 2001 года составляло 466 человек. Почтовый индекс — 26521. Телефонный код — 5252. Занимает площадь 2,515 км². Код КОАТУУ — 3521487301.